# USS Kansas City (CA-128)
USS "Kansas City" (CA-128) był planowanym ciężkim krążownikiem typu Oregon City United States Navy. 
Stępkę położono 9 lipca 1945 roku w stoczni Bethlehem Steel Co., Quincy, ale dalsze prace anulowano 12 sierpnia 1945 roku. 
Zobacz też inne okręty noszące nazwę USS "Kansas City"